# Friedrich Schwend
Friedrich Schwend, nombre en clave Dr. Fritz Wendig, fue un SS-Sturmbannführer en la década de 1940 y director de ventas de la Operación Bernhard en nombre y bajo el control de la Oficina Central de Seguridad del Reich (RSHA). Este falsificó grandes cantidades de billetes de libras esterlinas en nombre de las SS., El objetivo de la acción era desestabilizar la economía inglesa y conseguir divisas.

## Biografía

### Primeros años
Nació en Alemania en el año 1906.Estuvo casado con Agnes von Gemmingen-Guttenberg. En 1932, se unió al Partido Nazi, participando, además, en diversas fiestas en Hollywood como jefe de Bunge & Born en Los Ángeles. En dicha época, se hizo amigo de Hermann Göring, con quien compartía una afición por los aviones, y Georg Gyssling. Luego, se mudó a Queens, en Nueva York, donde ayudó con el rearme alemán importando armas de China y los Balcanes. En 1938, fue destinado a la Italia fascista, donde compró alimentos y materiales para ser enviados a Alemania. Además, viajó a la Unión Soviética, Persia y Sudamérica.

### Segunda Guerra Mundial
Tras el inicio de la Segunda Guerra Mundial, en 1939, su esposa se divorció de él.Comenzó a trabajar para la sección financiera de la Abwer bajo el mando de Wilhelm Canaris, durante la cual se casaría con Hedda Neuhold, su secretaria y miembro de la Liga Nacionalsocialista de Mujeres. En 1942, fue detenido por la Gestapo luego de intentar vender planos falsificados de submarinos a agentes británicos, sin embargo, intercederían a su favor.
En 1943, por recomendación de Wilhelm Höttl, se convirtió en jefe de ventas de moneda extranjera falsificada siendo, de esta forma, parte de la Operación Bernard; el nombre oficial de la oficina donde laboró era el "Sonderstab Generalkommando III Germanisches Panzerkorps" y recibió el nombre en clave de Dr. Fritz Wendig. Schwend recibió el rango de SS-Sturmbannführer, estando subordinado a Ernst Kaltenbrunner y dependiendo directamente de Heinrich Himmler. La moneda falsificada por Schwend fue usada para comprar armas, municiones y otros suministros. En Croacia, fue herido por partisanos yugoslavos en una emboscada, logrando escapar. Por esta acción, recibió la Cruz de Hierro de Segunda Clase y el rango honorífico de Mayor de División Panzer.

### Actividades iniciales durante la posguerra
Al final de la guerra, se le ordenó ir desde su base de operaciones en Schloss Labers en Merano, Italia, a las montañas austriacas. En el lago Toplitz, Schwend junto a Otto Skorzeny y Adolf Eichmann, fue partícipe del hundimiento de 20 "cajas fuertes" con oro, documentos y billetes falsificados. Luego, se entregó a las tropas estadounidenses en Tirol el 12 de mayo de 1945, convirtiéndose en informante del Cuerpo de Contrainteligencia (CIC). Schwend recibió el nombre de Flush y sirvió como agente para expulsar a otros miembros de las SS de Europa. En 1945, fue parte de la Organización Gehlen y en 1946 escapó hacia Perú a través de una ratlines usando un pasaporte de la Cruz Roja falsificada.

### En Perú
Llegó al Perú junto a su familia a través del puerto del Callao. Ya en Perú, castellanizó su nombre. Se mudó a una casa en Santa Clara, en el kilómetro 17 de la Carretera Central, donde vivió con su esposa y su hija Ingrid. Abrió un restaurante en Chaclacayo, que le fue exitoso, aunque también se informó que Schwend estaba involucrado en falsificación de dinero, tráfico de drogas y tráfico de armas. En 1963, tras el asesinato del Conde Sartorius por parte de Ingrid, quien alegó defensa propia, Schwend recibió atención pública debido a sus apariciones durante el juicio de su hija.
En 1972, fue detenido por su presunta participación en el asesinato del empresario Luis Banchero Rossi. Se llegó a conocer que dio refugio a Klaus Barbie en su residencia en Santa Clara, teniendo ambos presuntas conexiones con la Policía de Investigaciones del Perú (PIP) del Gobierno Revolucionario de la Fuerza Armada. Posteriormente, fue absuelto del asesinato de Banchero, aunque más adelante fue sentenciado a dos años de prisión por contrabandear $150.000 soles fuera del país. En 1976, fue deportado a Alemania Occidental. En Alemania Occidental, fue llevado a la cárcel por no pagar la factura de un hotel. Aunque tenía orden de arresto por parte de los gobiernos alemán e italiano, no se le procesó. Tras su liberación, regresó al Perú, en donde falleció en 1980.